# Szymon Bogumił Zug
Szymon Bogumił Zug (en allemand Simon Gottlieb Zug) est un architecte polonais d'origine allemande (saxonne), né le 20 novembre 1733[réf. nécessaire] à Mersebourg, décédé le 11 août 1807 à Varsovie.
Il est connu notamment par son travail sur les parcs et les constructions, souvent exotiques, qu'il y a construit.
Il est un des représentants du classicisme.

## Œuvres majeures
- église de la Sainte-Trinité à Varsovie (1777–81)
- parc et château de Natolin (1780–82)
- maison de commerce Rezler et Hurtig (1785)
- reconstruction du palais Brühl à Młociny (1786)
- palais Szaniawski (palais Blanka) (1762–64)
- reconstruction du palais Tepper-Dückert à Varsovie (1769-71)
- palais Potocki de Varsovie (collectif) (1772)
- Palais blanc de Frascati
- palais de Charles de Nassau à Dynasy à Varsovie (1777–80)
- église du Sauveur de Bielsko-Biała (1782-1790)
- salle des colonnes du palais de Łańcut
- pavillon chinois du parc de Puławy
- palais à Międzyrzecz Korzecki en Volhynie (vers 1789)
- palais de la princesse Anna Sapieha Jabłonowska à Kock (1770)